# Fawzia Latifa d'Egitto
Fawzia Latifa d'Egitto (in arabo فوزية لطيفة; La Colle, 12 febbraio 1982) è una principessa egiziana, figlia secondogenita di Fuʾād II.

## Biografia

### Studi e carriera
È nata nel 1982 all'Ospedale Principessa Grace di Monaco e ha ricevuto la sua educazione in Francia.
Dopo aver lavorato come assistente parlamentare di Daniel Spagnou, entrò nel servizio diplomatico del Principato di Monaco e dal 2014 al 2017 è stata terza segretaria nell'ambasciata di Berlino. Dal 2009 è attiva nella direzione della società immobiliare La Closerie SA.

### Matrimonio
Ha sposato l'ingegnere elettronico francese Sylvain Jean-Baptiste Alexandre Renaudeau (1979), con rito civile il 15 gennaio 2019 a Ginevra e con rito religioso il 19 gennaio.

## Discendenza
Fawzia Latifa d'Egitto e Sylvain Renaudeau hanno un figlio e una figlia:
- Naël Fouad Jean Renaudeau (Ospedale Principessa Grace, Monaco, giugno 2019);
- Dunya Nariman Adele Renaudeau (Ospedale Principessa Grace, Monaco, 3 febbraio 2021).

## Titoli e trattamento
- 12 febbraio 1982 - attuale: Sua Altezza Reale, la principessa Fawzia Latifa d'Egitto

## Ascendenza
|                              |     |                     | Genitori              |  |  | Nonni |  |  | Bisnonni         |  |  | Trisnonni      |  |
|                              |     |                     |                       |  |  |       |  |  | Fu'ad I d'Egitto |  |  | Isma'il Pascià |  |
|                              |     |                     |                       |  |  |       |  |  | Fu'ad I d'Egitto |  |  | Isma'il Pascià |  |
|                              |     | Ferial Qadin        |                       |  |  |       |  |  | Fu'ad I d'Egitto |  |  |                |  |
| Fārūq I d'Egitto             |     |                     |                       |  |  |       |  |  | Fu'ad I d'Egitto |  |  |                |  |
|                              |     | Nazli Sabri         | Abdelrehim Sabri      |  |  |       |  |  |                  |  |  |                |  |
|                              |     | Nazli Sabri         | Abdelrehim Sabri      |  |  |       |  |  |                  |  |  |                |  |
|                              |     | Nazli Sabri         | Tawfika Khanum Sharif |  |  |       |  |  |                  |  |  |                |  |
| Fuʾād II d'Egitto            |     | Nazli Sabri         |                       |  |  |       |  |  |                  |  |  |                |  |
|                              |     | Hussain Fahmi Sadiq | Ali Muhammad Sadiq    |  |  |       |  |  |                  |  |  |                |  |
|                              |     | Hussain Fahmi Sadiq | Ali Muhammad Sadiq    |  |  |       |  |  |                  |  |  |                |  |
|                              |     | Hussain Fahmi Sadiq | ...                   |  |  |       |  |  |                  |  |  |                |  |
| Narriman Sadiq               |     | Hussain Fahmi Sadiq |                       |  |  |       |  |  |                  |  |  |                |  |
|                              |     | Asila Kamil         | ...                   |  |  |       |  |  |                  |  |  |                |  |
|                              |     | Asila Kamil         | ...                   |  |  |       |  |  |                  |  |  |                |  |
|                              |     | Asila Kamil         | ...                   |  |  |       |  |  |                  |  |  |                |  |
| Fawzia Latifa d'Egitto       |     | Asila Kamil         |                       |  |  |       |  |  |                  |  |  |                |  |
|                              | ... | ...                 |                       |  |  |       |  |  |                  |  |  |                |  |
|                              | ... | ...                 |                       |  |  |       |  |  |                  |  |  |                |  |
|                              | ... | ...                 |                       |  |  |       |  |  |                  |  |  |                |  |
| David-Robert Loeb            | ... |                     |                       |  |  |       |  |  |                  |  |  |                |  |
|                              |     | ...                 | ...                   |  |  |       |  |  |                  |  |  |                |  |
|                              |     | ...                 | ...                   |  |  |       |  |  |                  |  |  |                |  |
|                              |     | ...                 | ...                   |  |  |       |  |  |                  |  |  |                |  |
| Dominique-France Loeb-Picard |     | ...                 |                       |  |  |       |  |  |                  |  |  |                |  |
|                              |     | Edmond Picard       | ...                   |  |  |       |  |  |                  |  |  |                |  |
|                              |     | Edmond Picard       | ...                   |  |  |       |  |  |                  |  |  |                |  |
|                              |     | Edmond Picard       | Pauline Schwab        |  |  |       |  |  |                  |  |  |                |  |
| Paule-Madeleine Picard       |     | Edmond Picard       |                       |  |  |       |  |  |                  |  |  |                |  |
|                              |     | ...                 | ...                   |  |  |       |  |  |                  |  |  |                |  |
|                              |     | ...                 | ...                   |  |  |       |  |  |                  |  |  |                |  |
|                              |     | ...                 | ...                   |  |  |       |  |  |                  |  |  |                |  |
|                              |     | ...                 |                       |  |  |       |  |  |                  |  |  |                |  |